# Tinseltown Rebellion
Tinseltown Rebellion è un doppio album live di Frank Zappa, pubblicato originariamente nel 1981 e successivamente messo in commercio su singolo CD dalla Rykodisc (cod.cat. RCD 10532). L'unica eccezione è il brano Fine Girl, che fu registrato in studio agli Utility Muffin Research Kitchen tra il luglio e il settembre 1980.
L'album raggiunse l'ottava posizione nella classifica di vendita in Svezia e la nona in Austria.

## Tracce
Tutti i brani sono di Frank Zappa, eccetto dove indicato.
1. Fine Girl - 3:31
2. Easy Meat - 9:19
3. For the Young Sophisticate - 2:48
4. Love of My Life - 2:15 - (Zappa/Collins)
5. I Ain't Got No Heart - 1:59
6. Panty Rap - 4:35
7. Tell Me You Love Me - 2:07
8. Now You See It - Now You Don't - 4:54
9. Dance Contest - 2:58
10. The Blue Light - 5:27
11. Tinsel Town Rebellion - 4:35
12. Pick Me, I'm Clean - 5:07
13. Bamboozled by Love - 5:46
14. Brown Shoes Don't Make It - 7:14
15. Peaches III - 5:01

## Formazione
- Frank Zappa - chitarra solista e voce solista;
- Ike Willis - chitarra ritmica e voce solista;
- Ray White - chitarra ritmica e voce solista;
- Steve Vai - chitarra ritmica e cori;
- Warren Cuccurullo - chitarra ritmica e cori;
- Denny Walley - slide guitar e cori;
- Tommy Mars - tastiere;
- Peter Wolf - tastiere;
- Bob Harris - tastiere, tromba e acuti;
- Ed Mann - percussioni;
- Arthur Barrow - basso, cori, tastiere (nella prima metà di Easy Meat)
- Patrick O'Hearn - basso in Dance Contest, frase parlata nell'intermezzo tra le due parti di Easy Meat.
- Vinnie Colaiuta - batteria;
- David Logeman - batteria in Fine Girl e nella prima metà di Easy Meat;
- Greg Cowan - partecipa nel ruolo dello "stravagante datore di festa benestante dell'Oregon".

## Crediti Tecnici
- Frank Zappa - produzione;
- Mark Pinske, George Douglas, Joe Chiccarelli, Alan Sides, Tommy Fly - ingegneri del suono;
- Bob Stone - ingegnere del suono del remissaggio;
- Thomas Nordegg - ingegnere del suono delle registrazioni live originali;
- Carl Schenkel - illustrazione di copertina;
- John Williams - grafica;
- Registrato originariamente dal vivo con lo Studio Mobile dei Rolling Stones, con la versione portatile del London Studio e dello Utility Muffin Research Kitchen;
- Registrato in studio al Central Utility Muffin Research Kitchen.